# Simon Russell (3e baron Russell de Liverpool)
Pour les articles homonymes, voir Russel.
Simon Gordon Jared Russell, 3e baron Russell de Liverpool (né le 30 août 1952), est un pair britannique crossbencher.

## Biographie
Petit-fils paternel d'Edward Russell (2e baron Russell de Liverpool), il fait ses études à la Charterhouse School, au Trinity College, à Cambridge et à l'INSEAD. Son grand-père maternel est le député conservateur Sir Arthur Howard. Russell est également l'arrière-petit-fils de l'ancien Premier ministre britannique Stanley Baldwin.
Ayant perdu son siège à la Chambre des lords en vertu de la House of Lords Act 1999, il revient en tant que pair héréditaire élu lors d'une élection partielle en décembre 2014. Il siège en tant que crossbencher.